# Tour Generación RBD
Tour Generación RBD war die erste Konzerttournee der mexikanischen Latin-Pop-Band RBD. Die Tournee unterstützte ihre ersten beiden Studioalben Rebelde (2004) und Nuestro amor (2005). Die Tournee mit 141 Konzerten begann am 13. Mai 2005 in Toluca, Mexiko, und endete am 3. März 2007 in Laredo, Vereinigte Staaten. Die offizielle Ankündigung erfolgte am 1. Mai 2005, nach dem kommerziellen Erfolg des Debütalbums der Band.
Die Tournee wurde von den Kritikern unterschiedlich aufgenommen. Einige lobten die ansteckende Energie der Band und die einnehmende Interaktion mit dem Publikum, während andere die Gesangsleistung der Mitglieder kritisierten. Die Tournee war ein kommerzieller Erfolg und spielte vor 637.364 Zuschauern insgesamt 30,9 Millionen US-Dollar ein. Laut Billboard war es die umsatzstärkste Latin-Konzerttournee des Jahres 2006. Außerdem wurde sie bei den Latin Billboard Music Awards 2007 als Latin Tour of the Year ausgezeichnet. Eine Reihe von Konzerten wurde aufgezeichnet und veröffentlicht, darunter die Show im Mai 2005 im mexikanischen Palacio de los Deportes, die anschließend als Live-Album und auf DVD unter dem Titel Tour Generación RBD En Vivo veröffentlicht wurde.

## Setlist

### 2005
1. Rebelde
2. Otro día que va
3. Santa no soy
4. Medley 1: Me he enamorado de un fan / No sé si es amor / Ámame hasta con los dientes / Rayo rebelde / Baile del sapo / Me vale
5. Enséñame
6. Futuro ex-novio
7. Cuando el amor se acaba
8. Liso, sensual
9. A rabiar
10. Una canción
11. Medley 2: Cuando baja la marea / Te quiero / Verano peligroso / Devuélveme a mi chica / La chica del bikini azul / Viviendo de noche / De música ligera / Es mejor así
12. Fuego
13. Sálvame
14. Tenerte y quererte
15. Un poco de tu amor
16. Solo quédate en silencio

Zugabe
1. Rebelde (Cumbia-Version)